# Philipp Hochmair

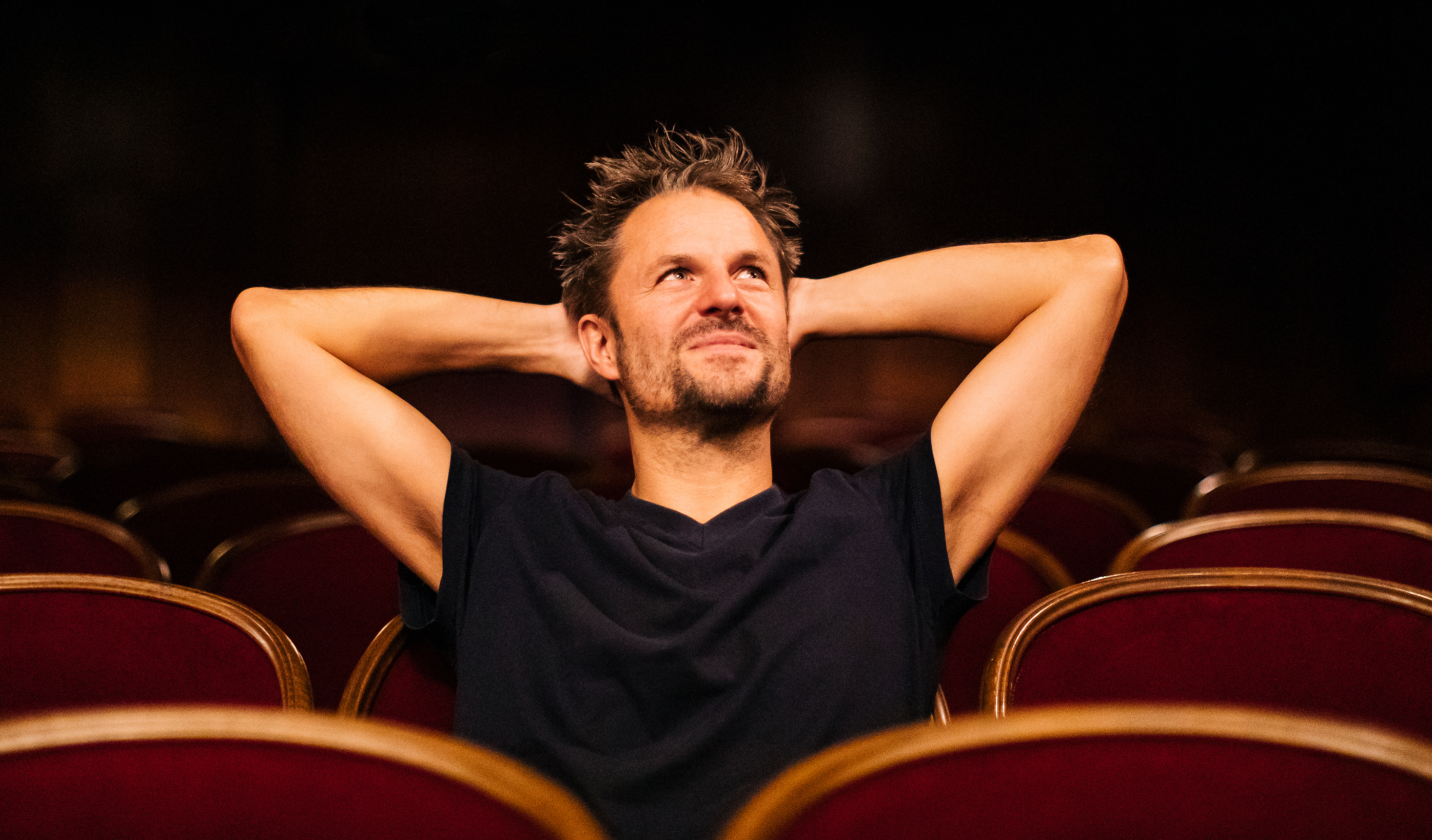
Philipp Hochmair, 2021

Philipp Hochmair (niem. [ˈfɪǀɪp ˈhoːxmɑɪɐ]; ur. 16 października 1973 w Wiedniu) – austriacki aktor teatralny, filmowy i telewizyjny.

## Życiorys

### Młodość
Hochmair dorastał w Wiedniu (Austria), gdzie odkrył swoją pasję do literatury, filmu i teatru. Studiował aktorstwo w Seminarium Maxa Reinhardta w Wiedniu w klasie mistrzowskiej Klaus Maria Brandauer oraz w Conservatoire National Supérieur d’Art Dramatique w Paryżu.

### Kariera

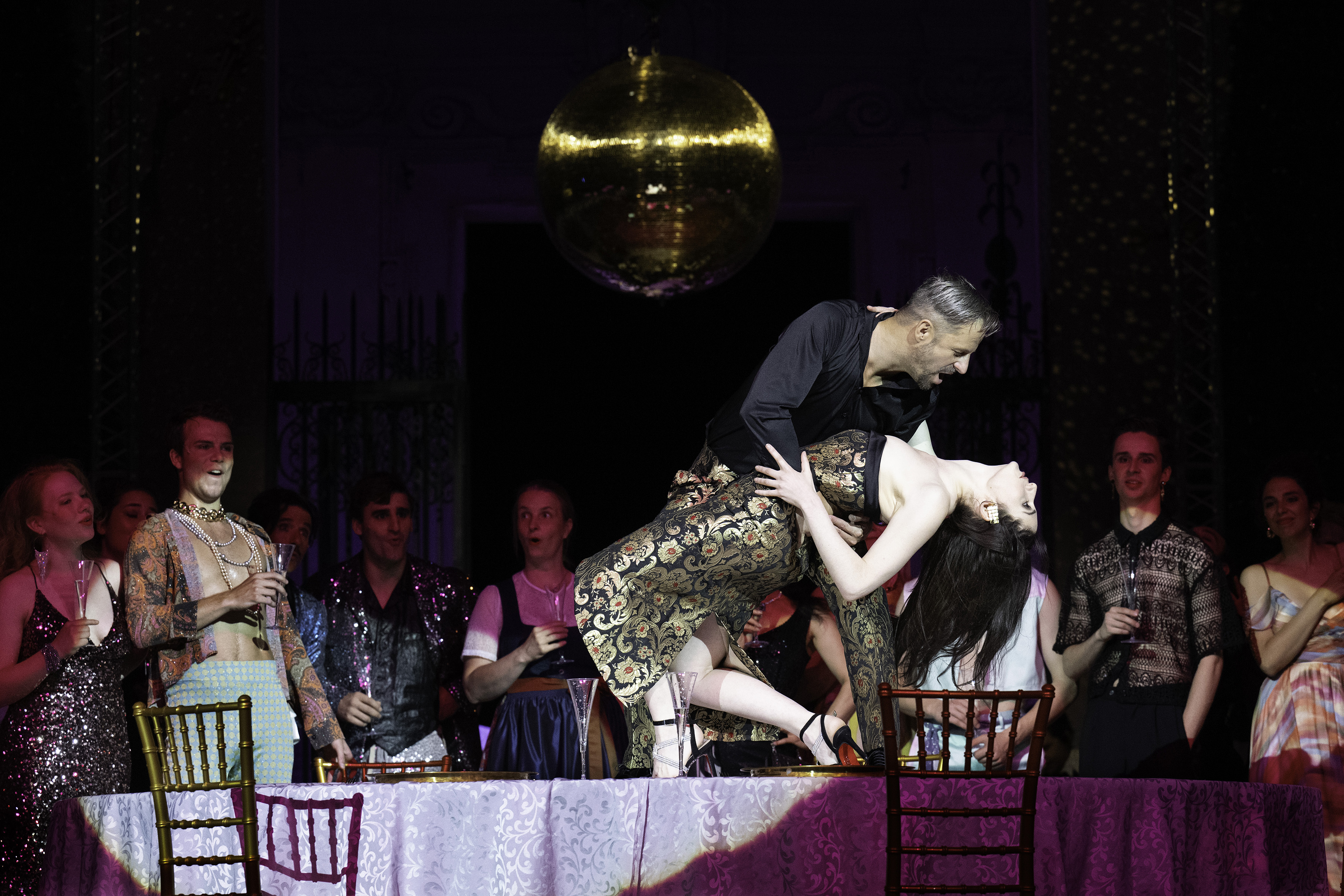
Jedermannie, Festiwal w Salzburgu 2024

#### Teatr
Od 2003 do 2009 r. Hochmair był zaangażowany w wiedeńskim Burgtheater i został przyjęty do tamtejszej galerii honorowej. Gdy 2009 r. opuścił Burgtheater, pracował do 2016 w Thalia Theater w Hamburgu. Poza tym występował na scenach Teatru Hamburg, Teatru Państwowego Hannover, Volksbühne Berlin oraz Teatru Zürich.
Od 2024 roku wciela się w rolę Jedermanna w Jedermannie Hugona von Hofmannsthala na Festiwal w Salzburgu.

#### Film i telewizja
Grał w austriackich i niemieckich filmach, filmach i serialach telewizyjnych, m.in.
Die Manns – ein Jahrhundertroman (reż. Heinrich Breloer: 30th International Emmy Awards), The Shine of the Day (reż. Tizza Covi i Rainer Frimmel), Die Auslöschung (reż. Nicholas Leytner), Tomcat (reż. Händl Klaus) i Animals (reż. Greg Zglinski).
Candelaria – Ein kubanischer Sommer (2017) to jedna z jego pierwszych międzynarodowych produkcji, nakręcona 2016 na Kubie w reżyserii Jhonny Hendrixa Hinestroza.
W serialu Vorstadtweiber (2015–2022) wciela się w rolę skorumpowanego i cynicznego polityka homoseksualnego, który traci rozum i staje się mordercą.
W trzeciej serii Charité (niemiecka produkcja Netflix 2020), Hochmair błyszczy jako profesor Otto Prokop, austriacki patolog sądowy, który był uznany na arenie międzynarodowej za swój wpływ na medycynę sądową i politykę badawczą w czasach Niemieckiej Republiki Demokratycznej.
W Blind ermittelt (od 2018) centrum uwagi skupia się wokół postaci Hochmaira – Alexandra Hallera, niewidomego byłego komisarza.
W serialu Netflixa Freud (2019) gra złego hrabiego, mającego obsesję na punkcie ciemnych mocy.
Die Wannseekonferenz (2022, reż. Matti Geschonneck) to wielokrotnie nagradzany niemiecki dramat dokumentalny: 20 stycznia 1942 roku czołowi przedstawiciele nazistowskiego reżimu spotykają się nad jeziorem Wannsee w Berlinie na zaproszenie Reinharda Heydricha (Philipp Hochmair). Spotkanie to przejdzie do historii jako Konferencja w Wannsee. Jedynym tematem dyskusji jest tak zwane „Ostateczne rozwiązanie kwestii żydowskiej” przez narodowych socjalistów – zorganizowanie systematycznego masowego mordu na milionach Żydów w Europie.

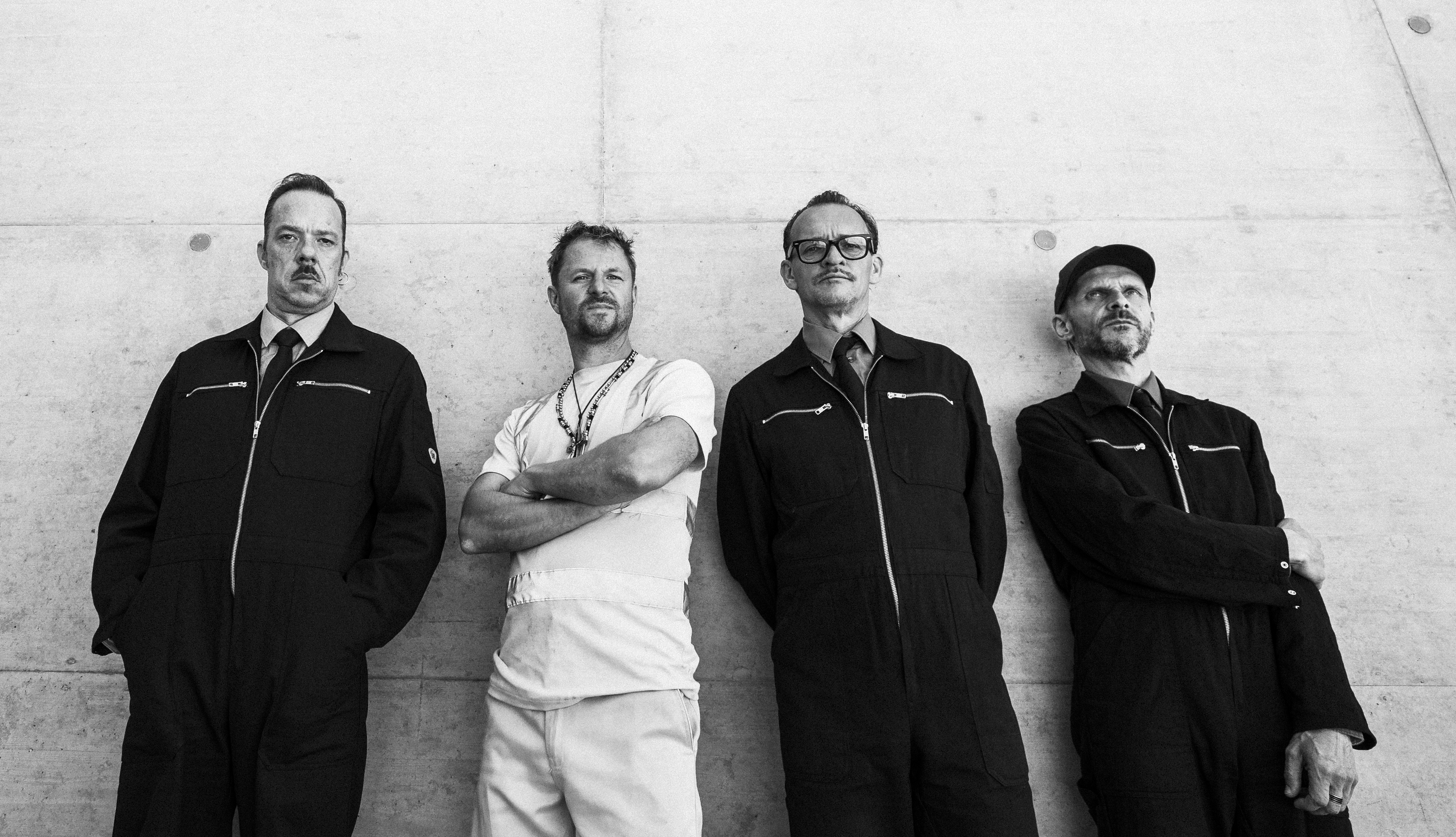
Philipp Hochmair & Die Elektrohand Gottes

#### Projekty
Od 1997 r. Hochmair wykonuje swoje solowe projekty Werther! (autorstwa Goethego), Proces i Ameryka (oba autorstwa Franza Kafki) na scenach lokalnych i międzynarodowych.
Jedermann Reloaded to rockowa interpretacja Hochmaira oryginalnej sztuki Hugo von Hofmannsthala Jedermann, którą wykonuje na scenie wraz ze swoim zespołem Die Elektrohand Gottes. Ze swoim zespołem oprawił muzycznie również ballady Friedricha Schillera w stylu rockowym (Schiller Balladen Rave).
W listopadzie 2018 Hochmair wraz z zespołem wykonał Jedermann Reloaded w wiedeńskiej Katedrze św. Szczepana. Cały dochód z tej wyprzedanej akcji charytatywnej trafił do południowoafrykańskiego hospicjum dla osób chorych.

## Nagrody

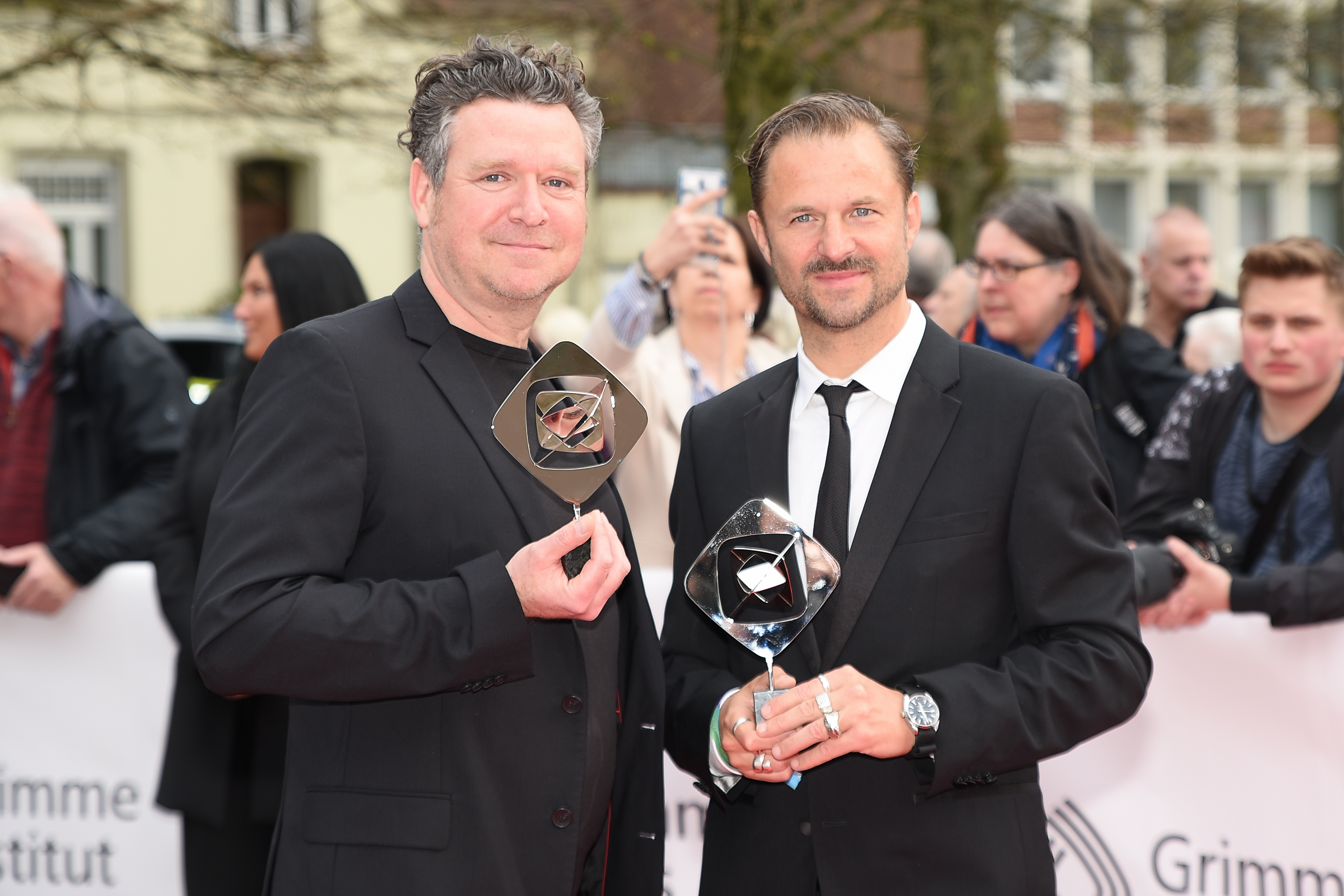
Grimme Preis 2023, Magnus Vattrodt, Philipp Hochmair

W 2017 r. Philipp Hochmair zdobył nagrodę dla najlepszego aktora za rolę w Tomcat (reż. Händl Klaus) na austriackim festiwalu filmowym Diagonale.
w 2019 r. zdobył Romy dla najlepszego aktora za rolę komisarza Alexandra Hallera w Blind ermittelt na Austriackich Nagrodach Telewizyjnych.
W 2022 r. zdobył nagrodę Romy dla najlepszego odtwórcy roli Reinharda Heydrichah w filmie Die Wannseekonferenz.
W 2022 r. nominowany został do Niemieckich Nagród Telewizyjnych (Deutscher Fernsehpreis) jako najlepszy aktor (filmy telewizyjne) w filmie Die Wannseekonferenz.
W 2023 r. zdobył nagrodę Grimme-Preis za Die Wannseekonferenz.
W 2024 roku zdobył nagrodę honorową na festiwalu filmowym w Kitzbühel.
W 2024 roku zdobył nagrodę Cross-Over-Sonderpreis przyznawaną przez Austriacki Teatr Muzyczny (Österreichischer Musiktheaterpreis).